# 39. Kongress der Vereinigten Staaten
Der 39. Kongress der Vereinigten Staaten, bestehend aus dem Repräsentantenhaus und dem Senat, war die Legislative der Vereinigten Staaten. Seine Legislaturperiode dauerte vom 4. März 1865 bis zum 4. März 1867. Alle Abgeordneten des Repräsentantenhauses sowie ein Drittel der Senatoren (Klasse II) waren im Jahr 1864 bei den Kongresswahlen gewählt worden. Dabei ergab sich in beiden Kammern eine Mehrheit für die Republikanische Partei. Der Demokratischen Partei blieb nur die Rolle in der Opposition. Der Kongress tagte in der amerikanischen Bundeshauptstadt Washington, D.C. Präsident war Abraham Lincoln bzw. Andrew Johnson. Die Vereinigten Staaten bestanden damals aus eigentlich 36 Bundesstaaten. Zum Zeitpunkt der Wahl war aber der Amerikanische Bürgerkrieg noch in vollem Gange und die elf Staaten der Konföderation waren natürlich nicht im Kongress vertreten. Nach dem Ende des Krieges, aber noch im Verlauf dieser Legislaturperiode, wurde mit Tennessee der erste ehemalige Südstaat wieder in die Union aufgenommen, der dann auch im Kongress entsprechend vertreten wurde. Die anderen ehemaligen Sezessionsstaaten folgten in den beiden folgenden Legislaturperioden. Am 1. März 1867 wurde Nebraska als 37. Staat in die Union aufgenommen. Die Sitzverteilung im Repräsentantenhaus basierte auf der Volkszählung von 1860.

## Wichtige Ereignisse
Siehe auch 1865 1866 und 1867
- 4. März 1865: Beginn der Legislaturperiode des 39. Kongresses. Gleichzeitig wird der ebenfalls im November 1864 wiedergewählte Präsident Abraham Lincoln in seine zweite Amtszeit eingeführt.
- Während der gesamten Legislaturperiode gehen im Westen die Indianerkriege weiter. Darüber hinaus geht auch bis April 1865 der Bürgerkrieg weiter. Danach beginnt die Reconstructions Zeit. Außerdem wird das politische Verhältnis zwischen den beiden Parteien unter anderem wegen der Rekonstruktionspolitik immer angespannter.
- 9. April 1865: Mit der Kapitulation des konföderierten Oberbefehlshabers Robert Edward Lee endet der Bürgerkrieg. Allerdings kämpfen noch einige Truppenteile der Konföderation einige Monate lang weiter. Im Juni kapituliert dann die letzte nennenswerte Einheit.
- 15. April 1865: Präsident Lincoln fällt einem Attentat zum Opfer. Vizepräsident Andrew Johnson rückt in das höchste amerikanische Staatsamt nach. Neben dem tödlichen Attentat auf Lincoln kommt es auch im Rahmen einer Verschwörung zu einem Attentat auf Außenminister William H. Seward, der zwar verletzt wird aber überlebt. Ein drittes Attentat ist auf Andrew Johnson geplant, wird dann aber nicht durchgeführt.
- 26. April 1865: Der auf der Flucht befindliche Lincoln Attentäter John Wilkes Booth wird gestellt und von einem Soldaten namens Boston Corbett erschossen.
- 27. April 1865: Das Dampfboot Sultana explodiert etwa 13 Kilometer stromaufwärts von Memphis auf dem Mississippi River. Das Schiff war hoffnungslos mit ehemaligen Kriegsgefangenen, die nach Kriegsende aus den Lagern der Konföderierten freikamen, überladen. Bei dem Unglück kamen schätzungsweise 1.700 Menschen um,  etwa 200 Personen mehr als 47 Jahre später beim Untergang der Titanic.
- 10. Mai 1865: Der ehemalige Präsident der Konföderierten Staaten Jefferson Davis wird in Georgia von Truppen der Union aufgegriffen und verhaftet.
- 5. Juli 1865: Der United States Secret Service wird gegründet.
- 7. Juli 1865: Vier der an der Verschwörung zur Ermordung von Präsident Lincoln beteiligte Täter werden, nach dem sie zuvor von einem Militärgericht zum Tode verurteilt worden waren, hingerichtet.
- 11. Dezember 1865: Der Kongressausschuss United States House Committee on Appropriations wird gegründet.
- 18. Dezember 1865: Der 13. Zusatzartikel zur Verfassung der Vereinigten Staaten wird ratifiziert. Mit ihm wird die Sklaverei in den Vereinigten Staaten abgeschafft.
- 24. Dezember 1865: Der rassistische Geheimbund Ku-Klux-Klan wird in Pulaski in Tennessee gegründet.
- Januar 1866: Nach elf Jahren Bauzeit wird die Kuppel des Kapitols in Washington DC fertiggestellt.
- 24. Juli 1866: Tennessee wird als erster Staat der ehemaligen Konföderation wieder in die Union aufgenommen.
- 5. November 1866: Bei den Kongresswahlen verteidigen die Republikaner ihre Mehrheit in beiden Kammern.
- 1. März 1837: Nebraska wird als 37. Staat in die Union aufgenommen.

## Die wichtigsten Gesetze
In den Sitzungsperioden des 39. Kongresses wurden unter anderem folgende Bundesgesetze verabschiedet (siehe auch: Gesetzgebungsverfahren):
- 9. April 1866: Civil Rights Act of 1866
- 16. Juli 1866: Freedmen’s Bureau Bill
- 23. Juli 1866: Judicial Circuits Act
- 25. Juli 1866: Für die United States Army wird per Gesetz der Rang General in the United States Army geschaffen. Heute entspricht das einem Fünf-Sterne-General. Damals war es ein Vier-Sterne-General. Der damalige Generalleutnant Ulysses S. Grant erhält als erster diesen Rang und ist der erste amerikanische Vier-Sterne-General, wenn man von den späteren posthumen Beförderungen George Washingtons absieht.
- 28. Juli 1866: Metric Act of 1866. Damit wird das metrische System in den USA legal, wenn auch nicht in allen Bereichen üblich.

## Zusammensetzung nach Parteien

### Senat
- Demokratische Partei: 11
- Republikanische Partei: 39
- Unionisten: 4
- Vakant: 20 (Die Senatoren aus den ehemaligen konföderierten Staaten außer Tennessee)

Gesamt: 74 Stand am Ende der Legislaturperiode

### Repräsentantenhaus
- Demokratische Partei: 38
- Republikanische Partei: 133
- Unionisten: 18
- Unabhängige Republikaner: 1
- Vakant: 49 (Abgeordneten aus den ehemaligen konföderierten Staaten)

Gesamt: 242 Stand am Ende der Legislaturperiode
Außerdem gab es noch neun nicht stimmberechtigte Kongressdelegierte.

## Amtsträger

### Senat
- Präsident des Senats: Andrew Johnson (D) bis zum 15. April 1865. Danach war das Amt vakant.
- Präsident pro tempore: Lafayette S. Foster (R) bis 2. März 1867. Danach Benjamin Wade (R)

### Repräsentantenhaus
- Sprecher des Repräsentantenhauses: Schuyler Colfax (R)

## Senatsmitglieder
Im 39. Kongress vertraten folgende Senatoren ihre jeweiligen Bundesstaaten:
| Alabama - 2. Vakant - 3. Vakant Arkansas - 2. Vakant - 3. Vakant Kalifornien - 1. John Conness (R) - 3. James A. McDougall (D) Connecticut - 1. James Dixon (R) - 3. Lafayette S. Foster (R) Delaware - 1. George R. Riddle (D) - 2. Willard Saulsbury (D) Florida - 1. Vakant - 3. Vakant Georgia - 2. Vakant - 3. Vakant Illinois - 2. Richard Yates (R) - 3. Lyman Trumbull (R) Indiana - 1. Thomas A. Hendricks (D) - 3. Henry Smith Lane (R) Iowa - 2. James W. Grimes (R) - 3. James Harlan (R) bis zum 15. Mai 1865 - Samuel Jordan Kirkwood (R) ab dem 13. Januar 1866 Kansas - 2. James Henry Lane (R) bis zum 11. Juni 1866 - Edmund Gibson Ross (R) ab dem 19. Juli 1866 - 3. Samuel C. Pomeroy (R) Kentucky - 2. James Guthrie (D) - 3. Garrett Davis (D) Louisiana - 2. Vakant - 3. Vakant Maine - 1. Lot M. Morrill (R) - 2. William P. Fessenden (R) Maryland - 1. Reverdy Johnson (D) - 3. John Creswell (U) Massachusetts - 1. Charles Sumner (R) - 2. Henry Wilson (R) Michigan - 1. Zachariah Chandler (R) - 2. Jacob M. Howard (R) Minnesota - 1. Alexander Ramsey (R) - 2. Daniel Sheldon Norton (R) Mississippi - 1. Vakant - 2. Vakant | Missouri - 1. John B. Henderson (R) - 3. B. Gratz Brown (R) Nebraska - 1. Thomas Tipton (R) ab dem 1. März 1867 - 2. John M. Thayer ab dem 1. März 1867 Nevada - 1. William M. Stewart (R) - 3. James W. Nye (R) New Hampshire - 2. Aaron H. Cragin (R) - 3. Daniel Clark (R) bis zum 27. Juli 1866 - George G. Fogg (R) ab dem 31. August 1866 New Jersey - 1. William Wright (D) bis zum 1. November 1866 - Frederick T. Frelinghuysen (R) ab dem 12. November 1866 - 2. John P. Stockton (D) vom 15. März 1865 bis zum 27. März 1866 - Alexander G. Cattell (R) ab dem 19. September 1866 New York - 1. Edwin D. Morgan (R) - 3. Ira Harris (R) North Carolina - 2. Vakant - 3. Vakant Ohio - 1. Benjamin Wade (R) - 3. John Sherman (R) Oregon - 2. George H. Williams (R) - 3. James W. Nesmith (D) Pennsylvania - 1. Charles R. Buckalew (D) - 3. Edgar Cowan (R) Rhode Island - 1. William Sprague (R) - 2. Henry B. Anthony (R) South Carolina - 2. Vakant - 3. Vakant Tennessee - 1. David T. Patterson (U) ab dem 28. Juli 1866 - 2. Joseph S. Fowler (U) ab dem 24. Juli 1866 Texas - 1. Vakant - 2. Vakant Vermont - 1. Solomon Foot (R) bis zum 28. März 1866 - George F. Edmunds (R) ab dem 3. April 1866 - 3. Jacob Collamer (R) bis zum 9. November 1865 - Luke P. Poland (R) ab dem 21. November 1865 Virginia - 1. Vakant - 2. Vakant West Virginia - 1. Peter G. Van Winkle (U) - 2. Waitman T. Willey (R) Wisconsin - 1. James Rood Doolittle (R) - 3. Timothy Otis Howe (R) |

## Mitglieder des Repräsentantenhauses
Folgende Kongressabgeordnete vertraten im 39. Kongress die Interessen ihrer jeweiligen Bundesstaaten:
| Alabama 6 Wahlbezirke - 1. Vakant - 2. Vakant - 3. Vakant - 4. Vakant - 5. Vakant - 6. Vakant Arkansas 3 Wahlbezirke - 1. Vakant - 2. Vakant - 3. Vakant Kalifornien 3 Wahlbezirke - 1. Donald C. McRuer (R) - 2. William Higby (R) - 3. John Bidwell (R) Connecticut 4 Wahlbezirke - 1. Henry C. Deming (R) - 2. Samuel L. Warner (R) - 3. Augustus Brandegee (R) - 4. John Henry Hubbard (R) Delaware Staatsweite Wahl - John A. Nicholson (D) Florida Staatsweit Vakant Georgia 7 Wahlbezirke - 1. Vakant - 2. Vakant - 3. Vakant - 4. Vakant - 5. Vakant - 6. Vakant - 7. Vakant Illinois 13 Wahlbezirke plus einen staatsweitgewählten Abgeordneten - 1. John Wentworth (R) - 2. John F. Farnsworth (R) - 3. Elihu B. Washburne (R) - 4. Abner C. Harding (R) - 5. Ebon C. Ingersoll (R) - 6. Burton C. Cook (R) - 7. Henry P. H. Bromwell (R) - 8. Shelby Moore Cullom (R) - 9. Lewis W. Ross (D) - 10. Anthony Thornton (D) - 11. Samuel S. Marshall (D) - 12. Jehu Baker (R) - 13. Andrew J. Kuykendall (R) - 14. Samuel W. Moulton (R) Staatsweit gewählt Indiana 11 Wahlbezirke - 1. William E. Niblack (D) - 2. Michael C. Kerr (D) - 3. Ralph Hill (R) - 4. John Hanson Farquhar (R) - 5. George Washington Julian (R) - 6. Ebenezer Dumont (R) - 7. Daniel W. Voorhees (D) bis zum 23. Februar 1866 - Henry Dana Washburn (R) ab dem 23. Februar 1866 - 8. Godlove Stein Orth (R) - 9. Schuyler Colfax (R) - 10. Joseph H. Defrees (R) - 11. Thomas N. Stilwell (R) Iowa 6 Wahlbezirke - 1. James F. Wilson (R) - 2. Hiram Price (R) - 3. William B. Allison (R) - 4. Josiah Bushnell Grinnell (R) - 5. John A. Kasson (R) - 6. Asahel W. Hubbard (R) Kansas Staatsweite Wahl - Sidney Clarke (R) Kentucky 9 Wahlbezirke - 1. Lawrence S. Trimble (D) - 2. Burwell C. Ritter (D) - 3. Henry Grider (D) bis zum 7. September 1866 - Elijah Hise (D) ab dem 3. Dezember 1866 - 4. Aaron Harding (D) - 5. Lovell Harrison Rousseau (U) Mit einer Unterbrechung zwischen Juli und Dezember 1866 - 6. Green Clay Smith (U) bis Juli 1866 - Andrew H. Ward (D) ab dem 3. Dezember 1866 - 7. George S. Shanklin (D) - 8. William H. Randall (U) - 9. Samuel McKee (U) Louisiana 5 Wahlbezirke - 1. Vakant - 2. Vakant - 3. Vakant - 4. Vakant - 5. Vakant Maine 5 Wahlbezirke - 1. John Lynch (R) - 2. Sidney Perham (R) - 3. James G. Blaine (R) - 4. John H. Rice (R) - 5. Frederick A. Pike (R) Maryland 5 Wahlbezirke. - 1. Hiram McCullough (D) - 2. Edwin Hanson Webster (U) bis Juli 1865 - John Lewis Thomas (U) ab dem 4. Dezember 1865 - 3. Charles E. Phelps (U) - 4. Francis Thomas (U) - 5. Benjamin Gwinn Harris (D) Massachusetts 10 Wahlbezirke - 1. Thomas D. Eliot (R) - 2. Oakes Ames (R) - 3. Alexander H. Rice (R) - 4. Samuel Hooper (R) - 5. John B. Alley (R) - 6. Daniel W. Gooch (R) bis zum 1. September 1865 - Nathaniel Prentiss Banks (R) ab dem 4. Dezember 1865 - 7. George S. Boutwell (R) - 8. John Denison Baldwin (R) - 9. William B. Washburn (R) - 10. Henry L. Dawes (R) Michigan 6 Wahlbezirke - 1. Fernando C. Beaman (R) - 2. Charles Upson (R) - 3. John W. Longyear (R) - 4. Thomas W. Ferry (R) - 5. Rowland E. Trowbridge (R) - 6. John F. Driggs (R) Minnesota 2. Wahlbezirke - 1. William Windom (R) - 2. Ignatius Donnelly (R) Mississippi 5 Wahlbezirke - 1. Vakant - 2. Vakant - 3. Vakant - 4. Vakant - 5. Vakant Missouri 9 Wahlbezirke - 1. John Hogan (D) - 2. Henry Taylor Blow (R) - 3. Thomas Estes Noell (R) - 4. John R. Kelso (Unabhängiger Republikaner) - 5. Joseph W. McClurg (R) - 6. Robert T. Van Horn (R) - 7. Benjamin F. Loan (R) - 8. John F. Benjamin (R) - 9. George Washington Anderson (R) Nebraska Staatsweite Wahl - Turner M. Marquett (R) ab dem 2. März 1867 Nevada Staatsweite Wahl - Delos R. Ashley (R) New Hampshire 3 Wahlbezirke - 1. Gilman Marston (R) - 2. Edward H. Rollins (R) - 3. James W. Patterson (R) New Jersey 5 Wahlbezirke - 1. John F. Starr (R) - 2. William A. Newell (R) - 3. Charles Sitgreaves (D) - 4. Andrew J. Rogers (D) - 5. Edwin R. V. Wright (D) | New York 31 Wahlbezirke. - 1. Stephen Taber (D) - 2. Teunis G. Bergen (D) - 3. James Humphrey (R) bis zum 16. Juni 1866 - John W. Hunter (D) ab dem 4. Dezember 1866 - 4. Morgan Jones (D) - 5. Nelson Taylor (D) - 6. Henry J. Raymond (R) - 7. John Winthrop Chanler (D) - 8. James Brooks (D) bis zum 7. April 1866 - William E. Dodge (R) ab dem 7. April 1866 - 9. William Augustus Darling (R) - 10. William Radford (D) - 11. Charles H. Winfield (D) - 12. John H. Ketcham (R) - 13. Edwin N. Hubbell (D) - 14. Charles Goodyear (D) - 15. John Augustus Griswold (R) - 16. Orlando Kellogg (R) bis zum 24. August 1865 - Robert S. Hale (R) ab dem 3. Dezember 1866 - 17. Calvin T. Hulburd (R) - 18. James M. Marvin (R) - 19. Demas Hubbard (R) - 20. Addison H. Laflin (R) - 21. Roscoe Conkling (R) - 22. Sidney T. Holmes (R) - 23. Thomas Treadwell Davis (R) - 24. Theodore Medad Pomeroy (R) - 25. Daniel Morris (R) - 26. Giles W. Hotchkiss (R) - 27. Hamilton Ward (R) - 28. Roswell Hart (R) - 29. Burt Van Horn (R) - 30. James M. Humphrey (D) - 31. Henry Van Aernam (R) North Carolina 7 Wahlbezirke - 1. Vakant - 2. Vakant - 3. Vakant - 4. Vakant - 5. Vakant - 6. Vakant - 7. Vakant Ohio 19 Wahlbezirke - 1. Benjamin Eggleston (R) - 2. Rutherford B. Hayes (R) - 3. Robert Cumming Schenck (R) - 4. William Lawrence (R) - 5. Francis Celeste Le Blond (D) - 6. Reader W. Clarke (R) - 7. Samuel Shellabarger (R) - 8. James Randolph Hubbell (R) - 9. Ralph Pomeroy Buckland (R) - 10. James Mitchell Ashley (R) - 11. Hezekiah S. Bundy (R) - 12. William E. Finck (D) - 13. Columbus Delano (R) - 14. Martin Welker (R) - 15. Tobias A. Plants (R) - 16. John Bingham (R) - 17. Ephraim R. Eckley (R) - 18. Rufus P. Spalding (R) - 19. James A. Garfield (R) Oregon Staatsweite Wahl - James Henderson (R) Pennsylvania 24 Wahlbezirke - 1. Samuel J. Randall (D) - 2. Charles O’Neill (R) - 3. Leonard Myers (R) - 4. William D. Kelley (R) - 5. Martin Russell Thayer (R) - 6. Benjamin Markley Boyer (D) - 7. John Martin Broomall (R) - 8. Sydenham Elnathan Ancona (D) - 9. Thaddeus Stevens (R) - 10. Myer Strouse (R) - 11. Philip Johnson (D) bis zum 29. Januar 1867 - 12. Charles Denison (D) - 13. Ulysses Mercur (R) - 14. George Funston Miller (R) - 15. Adam John Glossbrenner (D) - 16. Alexander Hamilton Coffroth (D) bis zum 19. Februar 1866 - William Henry Koontz (R) ab dem 18. Juli 1866 - 17. Abraham Andrews Barker (R) - 18. Stephen Fowler Wilson (R) - 19. Glenni William Scofield (R) - 20. Charles Vernon Culver (R) - 21. John Littleton Dawson (D) - 22. James K. Moorhead (R) - 23. Thomas Williams (R) - 24. George Van Eman Lawrence (R) Rhode Island 2 Wahlbezirke - 1. Thomas Jenckes (R) - 2. Nathan Dixon (R) South Carolina 4 Wahlbezirke - 1. Vakant - 2. Vakant - 3. Vakant - 4. Vakant Tennessee 8 Wahlbezirke - 1. Nathaniel Green Taylor (U) ab dem 24. Juli 1866 - 2. Horace Maynard (U) ab dem 24. Juli 1866 - 3. William Brickly Stokes (U) ab dem 24. Juli 1866 - 4. Edmund Cooper (U) ab dem 24. Juli 1866 - 5. William B. Campbell (U) ab dem 24. Juli 1866 - 6. Samuel Mayes Arnell (U) ab dem 24. Juli 1866 - 7. Isaac Roberts Hawkins (U) ab dem 24. Juli 1866 - 8. John W. Leftwich (U) ab dem 24. Juli 1866 Texas 4 Wahlbezirke - 1. Vakant - 2. Vakant - 3. Vakant - 4. Vakant Vermont 3 Wahlbezirke - 1. Frederick E. Woodbridge (R) - 2. Justin Smith Morrill (R) - 3. Portus Baxter (R) Virginia 8 Wahlbezirke - 1. Vakant - 2. Vakant - 3. Vakant - 4. Vakant - 5. Vakant - 6. Vakant - 7. Vakant - 8. Vakant West Virginia 3 Wahlbezirke - 1. Chester D. Hubbard (U) - 2. George R. Latham (U) - 3. Kellian Whaley (U) Wisconsin 6 Wahlbezirke - 1. Halbert E. Paine (R) - 2. Ithamar Sloan (R) - 3. Amasa Cobb (R) - 4. Charles A. Eldredge (D) - 5. Philetus Sawyer (R) - 6. Walter D. McIndoe (R) |

Nicht stimmberechtigte Mitglieder im Repräsentantenhaus:
- Arizona-Territorium: John Noble Goodwin (R)
- Colorado-Territorium: Allen Alexander Bradford (R)
- Dakota-Territorium: Walter A. Burleigh (R)
- Idaho-Territorium: Edward Dexter Holbrook (D)
- Montana-Territorium: Samuel McLean (D)
- Nebraska-Territorium: Phineas Warren Hitchcock (R) bis zum 1. März 1867
- New-Mexico-Territorium: José Francisco Chaves (R)
- Utah-Territorium: William Henry Hooper (D)
- Washington-Territorium: Arthur A. Denny (R)